# Gránulos de Schüffner

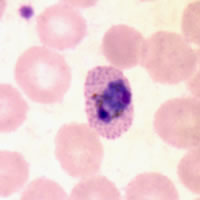
Trofozoitos de P. ovale en frotis de sangre. Se pueden ver los puntos de Schüffner.

Los gránulos de Schüffner son puntos irregulares de color rosa o rojo que se observan en los hematíes de pacientes con malaria. Son signos de Plasmodium vivax u ovale, estando ausentes en los hematíes de pacientes con otros tipos de Plasmodium.
Deben su nombre al patólogo alemán Wilhelm Schüffner, quien los describió en 1904.
- Datos: Q7433358